# 弗里蘭 (馬里蘭州)
弗里蘭（英語：Freeland）是位於美國馬里蘭州巴爾的摩縣的一個非建制地區。

## 地理
弗里蘭所處的海拔為高於海平面207米（即679英呎），而該地所採用的時區為UTC-5，即北美东部時區（EST）。同時該地設有夏令時間，為UTC-5調快一小時，即UTC-4（EDT）。